# بدر نوفل
محمد بدر الدين أحمد نوفل (23 فبراير 1929 - 13 أكتوبر 2000)، ممثل كوميدي ولواء شرطة مصري تخرج في كلية الشرطة ثم التحق بالمعهد العالي للفنون المسرحية وتخرج فيه عام 1951 وعمل بجانب التمثيل مُدرِّسًا لمادة التنكر بالمخابرات العامة المصرية. قام بكتابة سيناريو بعض الأفلام. من أشهر مسرحياته الواد سيد الشغال وشاهد ما شافش حاجة أمام عادل إمام، وسك علي بناتك أمام فؤاد المهندس. ومن أشهر أفلامه دعوة للحياة أمام صلاح ذو الفقار. وفيلم هذا هو الحب

## أعماله

### مسلسلاته
- الزواج على طريقتي 1995
- الشباب يعود يوما 1995
- الحكم مؤجل 1991
- ضمير أبلة حكمت :1991
- أحلام في الهواء: 1991
- رأفت الهجان ج2: 1990
- امرأة في دوامة :1989
- أنا وأنت والزمن طويل :1989
- ألف وجه للحقيقة 1988
- حبيتك بالصيف1988
- الباقي من الزمن ساعة 1987
- حارة الشرفا 1986
- زوجة مخلصة جدا :1985
- أبرياء في قفص الاتهام :1984
- الجلاد والحب :1984
- الصبر في الملاحات :1984
- أهلا أهلا بالسكان :1984
- حصاد الشر :1984
- سلف ودين :1983
- أديب: 1982
- الرجل والحصان :1982
- النديم: 1982
- أمير الشعراء: أحمد شوقي :1982
- من أجل ولدي :1981
- زينب والعرش:1980
- صيام صيام: 1980
- الأيام :1979
- العملاق :1979
- سبع صنايع :1979
- لعبة القدر:1979
- أحلام الفتى الطائر 1978
- الأصابع الرهيبة: 1978
- لا شيء يهم: 1977
- ماشي يا دنيا ماشي:1977
- الشاطئ المهجور :1975
- اسرع طريقة للجنان :1970
- ناعسة :1970
- الانتقام :1969
- الرقم المجهول: ١1969
- الهروب .1969
- جراح عميقة :1969
- مفتش المباحث :1968
- مشرق النور :1967
- السجين الهارب : 1965
- نوادر جحا :1963
- أدركني يا دكتور
- أدهم
- سم بلا رجل

### افلامه
- وزير في الجبس 1993
- ميت فل 1996
- مجانين على الطريق:1991
- مصرع الذئاب :1991
- المطب: 1990
- قاتل مغاوري .1989
- آسف للإزعاج: 1988
- التعويذة :1987
- السادة الرجال 1987
- جواز مع سبق الإصرار 1987
- حبيبي أصغر مني :1987
- زمن حاتم زهران 1987
- ضربة معلم :1987
- ابنتي والذئاب 1986
- البريء .1986
- الحب فوق هضبة الهرم 1986
- دخان بلا نار 1986
- استغاثة من العالم الآخر 1985
- الحكم آخر الجلسة 1985
- العبقري خمسة 1985
- الكف 1985
- حكاية في كلمتين: 1985
- رمضان فوق البركان :1985
- ريـال فضة: 1985
- عندما يأتي المساء :1985
- مغاوري في الكلية :1985
- البرنس .1984
- التخشيبة :1984
- ألعاب ممنوعة :1984
- ممنوع للطلبة :1984
- الغول :1983
- المتسول: 1983
- برج المدابغ :1983
- حب في الزنزانة :1983
- الأقدار الدامية :1982
- الحل اسمه نظيرة: 1982
- إنهم يسرقون عمري: 1982
- عريس لفاطمة:1982
- الإنسان يعيش مرة واحدة :1981
- الشريدة :1980
- خطيئة ملاك:1979
- رجل اسمه عباس :1978
- سلطانة الطرب :1978
- قلوب في بحر الدموع:1978
- الغربة:1977
- حلوة يادنيا الحب:1977
- فتاة تبحث عن الحب :1977
- الدموع الساخنة 1976
- عندما يغنى الحب: 1973
- الشيطان والخريف :1972
- دعوة للحياة: 1972
- رجل زائد عن الحاجة: 1972
- عاشقة نفسها: 1972
- رجال بلا ملامح :1970
- الحلوة عزيزة :1968
- الزواج على الطريقة الحديثة 1968
- المتمردون:1968
- العريس الثاني :1967
- جفت الأمطار:1967
- اقتلني من فضلك :1965
- فجر يوم جديد.1966
- الناصر صلاح الدين :1963
- امرأة على الهامش :1963
- بطل للنهاية:1963
- رابعة العدوية :1963
- زقاق المدق 1963
- على ضفاف النيل :1963
- لا وقت للحب :1963
- الشموع السوداء :1962
- أنا الهارب :1962
- صراع الأبطال :1962
- الفرسان الثلاثة :1961
- بلا عودة :1961
- طريق الدموع 1961
- عنتر بن شداد :1961
- عودي يا أمي :1961
- أبو الليل:1969
- الفانوس السحري :1960
- غرام في السيرك:1960
- لقمة العيش:1960
- ملاك وشيطان :1960
- نساء وذئاب :1969
- وعاد الحب :1960
- الرجل الثاني:1959
- بين الأطلال :1959
- حب إلى الأبد :1959
- سر طاقية الإخفاء :1959
- سمراء سيناء :1959
- عودة الحياة :1959
- كل دقة في قلبي :1958
- أحبك يا حسن: 1958
- حبيب حياتي :1958
- سلطان :1958
- مجرم في إجازة: 1958
- هذا هو الحب :1958
- الفتوة :1957
- أنا وقلبي :1957
- بورسعيد :1957
- سجين أبو زعبل :1957
- طريق الأمل:1957
- صوت من الماضي :1956
- عيون سهرانة:1956
- حبوح افندي: 1954

### مسرحياته
- الواد سيد الشغال :1985
- أولادي: 1985
- عشرة على باب الوزير: 1984
- سك على بناتك: 1980
- شاهد ماشفش حاجة: 1976
- فندق الثلاث ورقات: 1974
- فندق الأشغال الشاقة: 1968
- حكاية جواز: 1966
- الصعلوك: 1964

### برنامج
- عواد وبهانة 1971

## روابط خارجية
- بدر نوفل على موقع الدهليز
- بدر نوفل على موقع قاعدة بيانات الأفلام العربية

السينما